# Грейси, Дуглас
 Дуглас Грейси (англ. Douglas Gracey; 3 сентября 1894 — 5 июня 1964) — генерал Британской Индийской армии и пакистанских вооружённых сил, принимал участие в Первой и Второй мировой войне. 

## Биография
В сентябре 1915 года начал проходить службу в Британской Индийской армии в звании младшего лейтенанта. Во время Первой мировой войны принимал участие в сражениях во Франции, был дважды награждён Британским военным крестом. Во время Второй мировой войны командовал подразделениями Британской Индийской армии во время Иракской и Сирийско-Ливанской операций. После окончания Второй мировой войны занимал должность командующего сухопутными войсками Пакистана с 11 февраля 1948 по 15 января 1951 года.